# Grindu (gmina w okręgu Jałomica)
Grindu – gmina w Rumunii, w okręgu Jałomica. Obejmuje tylko jedną miejscowość Grindu. W 2011 roku liczyła 2209 mieszkańców. 